# Fanny Chollet
Fanny Delphine Chollet (* 1991 in Saint-Légier-La Chiésaz) ist Testpilotin bei der armasuisse. Sie war die erste Kampfjet-Pilotin der Schweizer Luftwaffe. Als Milizoffizierin im Rang eines Hauptmanns fliegt Chollet (Piloten-Rufzeichen «Shotty») die McDonnell Douglas F/A-18C/D.

## Leben
Fanny Chollets Grossvater war ziviler Berufspilot und ihr Vater ist im gleichen Beruf tätig, wodurch ihr Interesse für die Luftfahrt und den Pilotenberuf geweckt wurde. 2009 nahm sie daher im Alter von 17 Jahren an der fliegerischen Vorschulung (SPHAIR) der Schweizer Luftwaffe teil. Chollet schloss 2010 das Gymnase de Chamblandes in Pully,  mit der Maturität in den Schwerpunktfächern Biologie und Chemie ab. Nach der Matura schlug sie eine militärische Laufbahn bei der Schweizer Luftwaffe ein und leistete 2011 ihre Grundausbildung auf den Militärflugplätzen Payerne, Dübendorf und Alpnach ab. 2012 wurde sie zum Leutnant befördert und ist seitdem als Berufssoldatin bei der Schweizer Luftwaffe angestellt. Dort begann sie in der Pilotenklasse 11 in Emmen mit dem ersten Teil ihrer Pilotenausbildung und schloss diese mit der zivilen Berufspilotenlizenz bei der Swiss Aviation Training (SAT, heute Lufthansa Aviation Training) und 2015 mit dem Bachelor in Aviation an der Zürcher Hochschule für angewandte Wissenschaften (ZHAW) in Winterthur ab. In einjährigen Phasen folgten die Ausbildungen auf den Turbopropellermaschinen PC-7 und der PC-21.  Anfang 2018 wurde Chollet zum Oberleutnant befördert und für die F/A-18 im Simulator und für F/A-18D-Doppelsitzer trainiert. Ihren ersten Soloflug absolvierte sie Mitte März 2018 in einer F/A-18C (Einzelsitzer). Im Herbst desselben Jahres absolvierte sie die Nachtflugkampagne Scotnight der Schweizer Luftwaffe in Schottland.
Im Herbst 2022 schloss sie am Georgia Institute of Technology ihren Studiengang in Aerospace Engineering ab
Anfang 2019 schloss Chollet ihre Ausbildung auf der F/A-18 ab. Chollet ist die zehnte Militärpilotin der Schweiz, jedoch die erste Schweizer Kampfjet-Pilotin. Die Ausbildung von Kampfjet-Pilotinnen wurde erst 2004 durch eine Gesetzesänderung ermöglicht.
Seit Abschluss ihrer Ausbildung 2019 ist Chollet als F/A-18-Pilotin bei der Fliegerstaffel 18 in Payerne eingeteilt und versieht zudem ihre Aufgabe mit dem Schutz des Weltwirtschaftsforums (WEF), dem Luftpolizeidienst der Schweizer Luftwaffe und dem QRA (Quick Reaction Alert) auf bewaffneten F/A-18. Im Auftrag der armasuisse fliegt sie die weiteren Flugzeugtypen  Pilatus PC-6, Pilatus PC-12 und Northrop F-5. Sie spricht fliessend Französisch, Deutsch, Schweizerdeutsch und Englisch. Chollet ist Mitglied der APPA (L’association pour la promotion du patrimoine aéronautique). Ausserdem setzt sie sich 2020 als Botschafterin für das Programm «Swiss TecLadies» ein. Sie engagierte sich für die Kampagne für die Beschaffung neuer Kampfflugzeuge.
Im Mai 2024 schloss Chollet die Ausbildung zur Testpilotin auf der Edwards Air Force Base der US Air Force ab. Während der einjährigen Ausbildung flog Chollet in erster Linie F-16, T-38 und C-12, aber auch C-17, P-51, L-39, C-101 und F/A-18 Super Hornet.